# 2020 GE
2020 GE est un astéroïde Apollon et Arjuna mesurant 18 mètres.
Il sera la cible de la sonde Near-Earth Asteroid Scout.